# Philippe Jaccottet

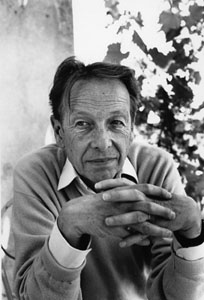
Philippe Jaccottet, Porträt von Erling Mandelmann (1991)

Philippe Jaccottet (* 30. Juni 1925 in Moudon, Schweiz; † 24. Februar 2021 in Grignan, Frankreich) war ein Schweizer Lyriker, Essayist, Literaturkritiker und Übersetzer französischer Sprache. Er gehört zu der kleinen Gruppe von Schriftstellern, die bereits zu Lebzeiten in die prestigeträchtige Bibliothèque de la Pléiade des Gallimard Verlags aufgenommen wurden.

## Leben
Philippe Jaccottet wurde 1925 in Moudon (Westschweiz, Kanton Waadt) geboren. Mit seinem Jugendfreund dem Maler und Zeichner Jean-Claude Hesselbarth blieb er zeitlebens befreundet. Schule und Universität besuchte er in Lausanne, wo er mit seiner Familie seit 1933 lebte. Jaccottet schrieb bereits in seiner Jugend erste Gedichte. Mit 16 Jahren machte er die Bekanntschaft des Dichters Gustave Roud, die ihn entscheidend prägte. Von 1942 bis zu Rouds Tod im Jahr 1976 unterhielten sie einen Briefwechsel. Roud machte Jaccottet mit den Originaltexten von Novalis, Friedrich Hölderlin, Georg Trakl und Rainer Maria Rilke bekannt, erweckte in ihm aber auch einen Sinn für die Schönheit der Natur und der Landschaft. Während seiner Studienzeit veröffentlichte er erste Texte in Zeitschriften, zwei Theaterstücke blieben unabgeschlossen, 1945 erschien dann sein erstes Buch. Nach Abschluss seines Studiums 1946 befreundete er sich auf einer Italienreise mit Giuseppe Ungaretti, dessen Werk er übersetzen wird. Im Herbst 1946 ließ er sich in Paris nieder. Er arbeitete als Übersetzer und verfasste Zeitungsartikel, insbesondere für die Nouvelle Revue de Lausanne (zwischen 1950 und 1970 erschienen dort über 350 Texte von ihm). In Paris machte er die Bekanntschaft von zahlreichen anderen Dichtern und Kritikern, u. a. Francis Ponge, Jean Paulhan, Yves Bonnefoy, Jacques Dupin, André du Bouchet, Pierre Leyris, André Dhôtel und Henri Thomas. Jaccottet war mit Personen aus verschiedenen Künstlergruppen befreundet, bekannte sich selbst jedoch zu keiner. Er suchte nach seiner eigenen Stimme, die er im 1953 erschienenen Gedichtband L’Effraie, «Das Käuzchen», auch fand. Jaccottet selbst erachtete diesen Band als eigentlichen Anfang seines Werkes.
1953 heiratete er die Malerin Anne-Marie Haesler und zog mit ihr nach Grignan (Südfrankreich, Département Drôme), wo er bis zu seinem Tod lebte, also insgesamt fast 70 Jahre lang. Die Landschaft von Grignan war für ihn eine Entdeckung, in immer neuen Anläufen wird er sie in seinem Werk erkunden, beschreiben, evozieren. Die Wahl eines Wohnortes abseits der groẞen literarischen Zentren habe ihn auch davor bewahrt, Einflüssen von außen zu erliegen. Neben seinem eigenen Werk arbeitete er während dieser Jahre weiterhin an Übersetzungen, auẞerdem verfasste er über zwanzig Aufsätze über zeitgenössische Dichter. Für die Nouvelle Revue Française schrieb er Artikel über deutsche Literatur, ferner schrieb er weiterhin Beiträge für die Nouvelle Revue de Lausanne und die Gazette de Lausanne. 1954 wurde sein Sohn Antoine, 1960 seine Tochter Marie geboren. In den späten 1950er Jahren durchlebte er eine Schaffenskrise, die ihn auf die Prosa ausweichen ließ: In der Erzählung L'Obscurité legte er von dieser Krise Zeugnis ab. In den 1960er Jahren gab er die Werke Giuseppe Ungarettis und Friedrich Hölderlins in eigenen Übersetzungen heraus. Den Tod seiner Eltern 1974 verarbeitete er in den Werken Leçons und Chants d'en bas. 1984 erschien erstmals ein Band seiner Notizbücher (La Semaison), die er als eigenständige literarische Gattung begriff. 1996, 2001 und 2013 erschienen weitere Bände.
Jaccottet starb am 24. Februar 2021 im Alter von 95 Jahren in Grignan, wo er auch begraben liegt. Das Erscheinen seines letzten Gedichtbandes (Le Dernier Livre de Madrigaux) erlebte er um eine Woche nicht mehr.

## Werk
Zusammen mit Yves Bonnefoy (1923–2016), seinem Freund André du Bouchet (1924–2001), Francis Ponge (1899–1988) und anderen gehörte Jaccottet einer Generation französischsprachiger Lyriker an, die unmittelbar nach dem Zweiten Weltkrieg und unter dem Eindruck dieser Katastrophe zu schreiben begann. Charakteristisch für Jaccottets Dichtung ist der fließende Übergang von lyrischen, beschreibenden Passagen zu poetologischen Reflexionen über die Bedingungen des Schreibens selbst; Gedichte stehen neben tagebuchartigen oder aphoristischen Kommentaren. Oft einfache, alltägliche Beobachtungen der Landschaft, in der er lebte, bilden eine erste und immer wiederkehrende Schicht der Aufzeichnungen (Antworten am Wegrand, ein exemplarischer Titel). In diese beschreibende, phänomenologische Lyrik mischen sich Gedanken einer Vergewisserung literarischer Traditionen über kulturelle Grenzen hinweg.
Jaccottet pflegte überdies ein intensives Verhältnis zur bildenden Kunst, das auch deutlich sichtbare Spuren in seiner Schreibweise hinterließ. Sein letztes Werk behandelt den italienischen Maler Giorgio Morandi. Dieser Essay Der Pilger und seine Schale ist nicht als wissenschaftliche Abhandlung zu lesen, sondern als Dialog mit einem geistesverwandten Künstler und als Selbstverständigung der Kunst selbst.
Die zugrundeliegende Ästhetik wurde als eine der Verweigerung, des Widerstehens und der Ausstreichung gekennzeichnet: Jaccottet suchte in einem „Trotzdem“, Et, néanmoins, nach Möglichkeiten, die Wirklichkeit (sprachlich) bewohnbar zu machen.
Der „innerste Kern von Jaccottets so inständig mit dem Schauen verbundener, existenzieller Poetik“ ist für Elisabeth Binder seine „lebenslange unbedingte Hingabe an jene Augenblicke, in denen die überraschende Schönheit eines Weltdings über sich hinausleuchtet“.

## Übersetzertätigkeit
Jaccottets übersetzerisches Werk ist in diesem Sinn nicht von seiner eigenen Produktion zu trennen; es umspannt die gesamte europäische Geschichte von Homer an, dessen Odyssee er übertrug, und umfasst das Deutsche, Italienische, Spanische, Russische und Tschechische. Besonders wichtig für sein eigenes Schaffen sind Friedrich Hölderlin, Rainer Maria Rilke, Giacomo Leopardi, Giuseppe Ungaretti, Luis de Góngora, Ossip Mandelstam. Von Robert Musil übertrug er Der Mann ohne Eigenschaften, Die Verwirrungen des Zöglings Törleß sowie verschiedene Novellen, Essays, Aphorismen, Tagebücher und Briefe, von Thomas Mann Der Tod in Venedig, von Goethe einige Gedichte, von Hölderlin Hyperion und ebenfalls eine Auswahl an Gedichten. Jaccottet edierte die umfangreiche Hölderlin-Ausgabe der Bibliothèque de la Pléiade und prägte damit maßgeblich die französische Hölderlin-Rezeption. Im Jahre 2008 veröffentlichte Jaccottet schließlich auch seine Übersetzung der Duineser Elegien von Rainer Maria Rilke. Eine Auswahl von Jaccottets Übersetzungen findet sich in dem Band D’une lyre à cinq cordes. Für sein übersetzerisches Werk erhielt er 1966 den Johann-Heinrich-Voß-Preis der Deutschen Akademie für Sprache und Dichtung und 1987 den Grand Prix national de Traduction (1987).

## Auszeichnungen (Auswahl)

### Ehrungen
- 1994: Komtur des Ordre des Arts et des Lettres[7]
- Ehrendoktor der Universität Lausanne

### Preise für sein Werk
- Johann-Heinrich-Voß-Preis für Übersetzung (1966)
- Grand Prix C.-F. Ramuz (1970)
- Gottfried-Keller-Preis (1981)
- Grand Prix de Poésie de la ville de Paris (1986)
- Grand Prix national de Traduction (1987)
- Prix lémanique de la traduction (1988)
- Petrarca-Preis (1988 in Triest)
- Wilhelm-Heinse-Medaille (1992)
- Friedrich-Hölderlin-Preis der Universität und der Stadt Tübingen (1997)
- Premio Mondello (1998)
- Horst-Bienek-Preis für Lyrik (2000)
- Grosser Schillerpreis (2010)
- Grand Prix Literatur (2014)[8]
- Prix mondial Cino Del Duca (2018)

## Werke (Auswahl)

### Als Autor
Einzeltitel
- L’Effraie et autres poésies. Gallimard, Paris 1986, ISBN 2-07-029828-0 (EA Paris 1953).
- Fin d’hiver. Winters Ende (= Das neue Gedicht. Band 17). Bläschke, Darmstadt 1965 (Übersetzt von Walter Helmut Fritz).
- La promenade sous les arbres. 1957.
  - Deutsch: Der Spaziergang unter den Bäumen. Neuausgabe. Benziger, Zürich 1988, ISBN 3-545-34077-5 (Übersetzt von Friedhelm Kemp. Mit einer Nachbemerkung von Peter Handke).
- Eléments d’un songe. 1961.
  - Deutsch: Elemente eines Traumes. Klett-Cotta, Stuttgart 1988, ISBN 3-608-95620-4 (Übersetzt von Friedhelm Kemp).
- À travers un verger. Les Cormorans. Beauregard. 1987.
  - Deutsch: Die Kormorane. Beauregard. Edition Petrarca, München 1991, ISBN 3-927480-16-9 (Übersetzt von Friedhelm Kemp).
- Paysages avec figures absentes. 1970.
  - Deutsch: Landschaften mit abwesenden Figuren. Klett-Cotta, Stuttgart 1992, ISBN 3-608-95262-4 (Übersetzt von Friedhelm Kemp).
- L’Entretien des muses. Gallimard, Paris 2015, ISBN 978-2-07-046658-0 (EA Paris 1968).
- Paysages avec figures absentes. ACEL, Neuchâtel 2007, ISBN 978-2-88182-596-5 (EA Neuchâtel 1970).
- Rilke par lui-même (= Ècrivains de toujours). Èd. du Seuil, Paris 1971. (Biografie)
- Chants d’en-bas. Gallimard, Paris 1994, ISBN 2-07-032822-8 (EA Paris 1977).
- À la lumière d’hiver. Gallimard, Paris 1994, ISBN 2-07-032822-8 (EA Paris 1977).
- Pensées sous les nuages et Beauregard. Paris 1983.
  - Deutsch: Gedanken unter den Wolken. Gedichte. Wallstein (Edition Petrarca), Göttingen 2018 (Übersetzt von Elisabeth Edl und Wolfgang Matz).
  - Englisch: Under clouded skies and Beauregard.
- La Semaison. Carnets 1954–1967. Paris 1984.
  - Deutsch: Fliegende Saat. Aufzeichnungen 1954–1979. Hanser, München 1995, ISBN 3-446-17316-1. (Übersetzt von Sander Ort)
- Une Transaction secrète. Léctures de poésie. Gallimard, Paris 1987, ISBN 2-07-070865-9.
- Cahier de verdure. Paris 1990.
  - Deutsch: Antworten am Wegrand. Hanser, München 2001, ISBN 3-446-19995-0. (übersetzt von Elisabeth Edl und Wolfgang Matz).
- Requiem. Neuausgabe. Éd. Fata Morgana, St-Clément-la-Rivière 1991, ISBN 2-85194-232-8 (EA Lausanne 1947)
- Après beaucoup d’années, 1994.
  - Deutsch: Nach so vielen Jahren. Hanser, München 1998, ISBN 3-446-19484-3 (Übersetzt von Elisabeth Edl und Wolfgang Matz).
- Observations et autres notes anciennes. 1947–1962. Gallimard, Paris 1998, ISBN 2-07-075330-1.
- Et, néanmoins. Paris 2001.
  - Deutsch: Die wenigen Geräusche. Späte Prosa und Gedichte. Hanser, München 2020, ISBN 978-3-446-26564-6 (Übersetzt von Elisabeth Edl und Wolfgang Matz).
Enthält die Werke Et, néanmoins, Nuages, Ce peu de bruits und Couleur de Terre.
- Le bol du pèlerin (Morandi), 2001.
  - Deutsch: Der Pilger und seine Schale. Giorgio Morandi. Hanser, München 2005, ISBN 3-446-20579-9 (Übersetzt von Elisabeth Edl und Wolfgang Matz).
- Truinas, le 21 avril 2001. 2005.
  - Deutsch: Truinas, 21. April 2001 (= Lyrik Kabinett. Band 5). Verlag Lyrik-Kabinett, München 2005, ISBN 3-9807150-7-8. (Übersetzt von Elisabeth Edl und Wolfgang Matz. Mit einem Nachwort „Durch einen Quittenbaumgarten. Erinnerung an André du Bouchet“ von Wolfgang Matz).
- Ce peu de bruits. Paris 2008.
  - Deutsch: Die wenigen Geräusche. Späte Prosa und Gedichte. Hanser, München 2020, ISBN 978-3-446-26564-6 (Übersetzt von Elisabeth Edl und Wolfgang Matz).
Enthält die Werke Et, néanmoins, Nuages, Ce peu de bruits und Couleur de terre.
- Le cours de la Broye. Suite moudonnoige. Éd. Empreintes, Moudon 2008, ISBN 978-2-940414-00-0.
- Notizen aus der Tiefe. Hanser, München 2009, ISBN 978-3-446-23287-7 (Übersetzt von Friedhelm Kemp, Elisabeth Edl und Wolfgang Matz).
Enthält die Werke Israël, cahier bleu, Notes du ravin, À partir du mot Russie.
- Le Combat inégal. Éd. La Dogana, Genf 2010, ISBN 978-2-940055-62-3. (französisch, italienisch, deutsch übersetzt von Fabio Pusterla, Elisabeth Edl und Wolfgang Matz).
- Taches de soleil, ou d’ombre. 2013.
  - Deutsch: Sonnenflecken, Schattenflecken. Gerettete Aufzeichnungen 1952–2005. Hanser, München 2015, ISBN 978-3-446-24769-7 (Übersetzt von Elisabeth Edl und Wolfgang Matz).
- Le Dernier Livre de Madrigaux. Paris: Gallimard 2021. 
  - Deutsch in: Clarté Notre-Dame. Gedichte und Prosa. Göttingen: Wallstein Verlag 2021 (Übersetzt von Elisabeth Edl und Wolfgang Matz).
- Clarté Notre-Dame. Paris: Gallimard 2021. 
  - Deutsch: Clarté Notre-Dame. Gedichte und Prosa. Göttingen: Wallstein Verlag 2021 (Übersetzt von Elisabeth Edl und Wolfgang Matz).
Enthält die Werke Truinas, 21. April 2001, Madrigale, letztes Buch, Clarté Notre-Dame.
- Bonjour, Monsieur Courbet. Artistes, amis, en vrac. Genève/Paris: La Dogana/Le Bruit du temps 2021.
  - Deutsch: Bonjour, Monsieur Courbet. Künstler, Freunde, kunterbunt. Göttingen: Wallstein Verlag 2025 (Übersetzt von Elisabeth Edl und Wolfgang Matz).

Werkauswahl 
- Gedichte. Klett-Cotta, Stuttgart 1985, ISBN 3-608-95178-4 (Übersetzt und Nachwort von Friedhelm Kemp).
- Der Unwissende. Gedichte und Prosa 1946–1998. Hanser, München 2003, ISBN 3-446-20274-9. (Übersetzt von Friedhelm Kemp, Sander Ort, Elisabeth Edl und Wolfgang Matz).
- Words in the air. A selection of poems. Zweisprachige Ausgabe. Gallery Press, Oldcastle 1998, ISBN 1-85235-239-6, 1-85235-238-8. (Übersetzt und Einführung von Derek Mahon)

### Als Herausgeber
- Die Lyrik der Romandie. Eine zweisprachige Anthologie. Gedichte von C.-F. Ramuz, B. Cendrars, P.-L. Matthey, G. Roud, Edmund-Henri Crisinel, M. Chappaz, J. Cuttat, A. Perrier, Philippe Jaccottet, Nicolas Bouvier, P. Chappuis, J. Chessex, P.-A. Tâche, J. Berger, P. Voélin, Frédéric Wandelère, J.-F. Tappy. Zweisprachige Originalausgabe. Nagel & Kimche, München 2008, ISBN 978-3-312-00407-2 (Übersetzt von Elisabeth Edl und Wolfgang Matz).

### Als Übersetzer
- D’une lyre à cinq cordes. Traductions de Philippe Jaccottet 1946–1995. Gallimard, Paris 1997, ISBN 2-07-074718-2.
- Noch ist nicht alles gesagt. Deutsch und französisch. Übertragen von Kurt Meyer. (Frz. Text als Beilage). Keicher, Warmbronn 2011, ISBN 978-3-943148-02-2.